# Griekenland op de Olympische Winterspelen 1956
Tijdens de Olympische Winterspelen van 1956, die in Cortina d'Ampezzo (Italië) werden gehouden, nam Griekenland voor de vierde keer deel.

## Deelnemers en resultaten

### Alpineskiën
| Olympiër              | Discipline       | Resultaat | Prestatie        |
| --------------------- | ---------------- | --------- | ---------------- |
| Christos Papageorgiou | afdaling (m)     | 47e       | 8.03,2 (+5.11,0) |
| Christos Papageorgiou | reuzenslalom (m) | 87e       | 7.24,5 (+4.24,4) |
| Aris Vatimbellas      | afdaling (m)     | 46e       | 5.44,2 (+2.52,0) |
| Aris Vatimbellas      | reuzenslalom (m) | 85e       | 5.23,6 (+2.23,5) |
| Aris Vatimbellas      | slalom (m)       | dq        | diskwalificatie  |
| Alexandros Vouxinos   | reuzenslalom (m) | dq        | diskwalificatie  |

Australië · België · Bolivia · Bulgarije · Canada · Chili · Duits eenheidsteam · Finland · Frankrijk · Griekenland · Groot-Brittannië · Hongarije · IJsland · Iran · Italië · Japan · Joegoslavië · Libanon · Liechtenstein · Nederland · Noorwegen · Oostenrijk · Polen · Roemenië ·  Sovjet-Unie · Spanje · Tsjecho-Slowakije · Turkije · Verenigde Staten · Zuid-Korea · Zweden · Zwitserland